# Amy Landecker
Amy Landecker (nascida em 30 de setembro de 1969) é uma atriz estadunidense.

## Vida e carreira
No início de sua carreira, Landecker focou-se principalmente em trabalho de palco e não se mudou para Los Angeles até que completar 38 anos. Desde então, ela tem aparecido em vários filmes e programas de televisão, incluindo um papel de apoio no filme A Serious Man como a Sra. Samsky no Oscar  de "Melhor Filme" dirigido pelo irmãos Coen . Esse desempenho recebeu elogios de muitos críticos de cinema profissionais, incluindo Roger Ebert, que escreveu: "Amy Landecker, também, é perfeito como a Sra. Samsky. Ela faz o personagem sexy em um sentido estritamente lógico, mas qualquer homem prudente saber à primeira vista para ficar claro ".

## Filmografia

### Filme
| Ano  | Título                         | Papel           | Nota           |
| ---- | ------------------------------ | --------------- | -------------- |
| 1998 | Temporary Girl                 | Sondra Hardwood |                |
| 1999 | Turks                          | Mulher no trem  |                |
| 1999 | Um Grito Por Justiça           | Reporter        |                |
| 2007 | Eu, Meu Irmão e Nossa Namorada | Cindy Lamson    |                |
| 2009 | Um Homem Sério                 | Mrs. Samsky     |                |
| 2013 | All Is Bright                  | Therese         |                |
| 2013 | À Procura do Amor              | Debbie          |                |
| 2013 | What Should We Watch?          | Irene           | Curta-metragem |
| 2015 | Projeto Almanaque              | Kathy           |                |
| 2015 | Upended                        | Cate            | Curta-metragem |
| 2015 | Babysitter                     | Janine          |                |
| 2015 | The Meddler                    | Diane           |                |
| 2016 | Área 51 - Zona Mortal          | Olivia          |                |
| 2016 | Upended                        | Cate            | Curta-metragem |
| 2016 | Doutor Estranho                | Dr. Bruner      |                |
| 2017 | Beatriz at Dinner              | Jeana           |                |
| 2017 | The Hunter's Prayer            | Banks           |                |
| 2018 | A Kid Like Jake                |                 | Pós-produção   |
| 2018 | Life Support                   | Velma           | Pós-produção   |

### Televisão
| Ano           | Título                            | Papel               | Nota                                                                                          |
| ------------- | --------------------------------- | ------------------- | --------------------------------------------------------------------------------------------- |
| 1999–2000     | Early Edition                     | Susan Schwartz      | 2 episódios                                                                                   |
| 2003          | Law & Order: Special Victims Unit | Stephanie Grayson   | Episódio: "Rotten"                                                                            |
| 2005          | Law & Order: Special Victims Unit | Jamie Callahan      | Episódio: "Goliath"                                                                           |
| 2006          | Conviction                        | Donna Thatcher      | Episódio: "True Love"                                                                         |
| 2008          | Law & Order                       | Attorney Parrish    | Episódio: "Misbegotten"                                                                       |
| 2008          | Mad Men                           | Petra Colson        | Episódio: "A Night to Remember"                                                               |
| 2009          | Medium                            | Lindsay Burke       | Episódio: "Truth Be Told"                                                                     |
| 2010          | Law & Order: Criminal Intent      | Agente Stahl        | 2 episódios                                                                                   |
| 2010–2014     | Louie                             | Sandra/Mãe de Louie | 4 episódios                                                                                   |
| 2011          | NCIS                              | Dr. Ellen Gracey    | Episódio: "Out of the Frying Pan"                                                             |
| 2011          | The Paul Reiser Show              | Claire              | Regular, 7 episódios                                                                          |
| 2011          | House                             | Darrien             | Episódio: "After Hours"                                                                       |
| 2011          | The Protector                     | Arlene Duncan       | Episódio: "Spoon"                                                                             |
| 2011          | Happily Divorced                  | Audrey              | Episódio: "Someone Wants Me"                                                                  |
| 2011          | Curb Your Enthusiasm              | Jane Cohen          | Episódio: "The Bi-Sexual"                                                                     |
| 2011          | Prime Suspect                     | Alice Paget         | Episódio: "The Great Wall of Silence"                                                         |
| 2011–2014     | Revenge                           | Dr. Michelle Banks  | 3 episódios                                                                                   |
| 2012          | House of Lies                     | Janelle Winter      | Episódio: "Microphallus"                                                                      |
| 2012          | Private Practice                  | Melissa             | Episódio: "Too Much"                                                                          |
| 2012          | Retired at 35                     | Kat                 | Episódio: "The Proposal"                                                                      |
| 2013          | Vegas                             | Karen Schultz       | Episódio: "From This Day Forward"                                                             |
| 2013          | Clear History                     | Esposa de Nathan    | Filme televisivo                                                                              |
| 2014–presente | Transparent                       | Sarah               | Regular, Nomeada ao —Prêmio do Sindicato dos Atores: Melhor Elenco de Série de Comédia (2015) |
| 2016          | People of Earth                   | Debbie Schultz      | Episódio: "Acceptance"                                                                        |
| 2016          | Caçadores de Trolls               | Barbara Lake (voz)  | 16 episódios                                                                                  |
| 2017          | Room 104                          | Joan Teakins        | Episódio: "Phoenix"                                                                           |
| 2018          | Grey’s Anatomy                    | Morgan              | Episódio: (Don’t Fear) the Reaper                                                             |

## Ligações Externas
- [amylandecker.com «Sítio oficial»] Verifique valor |url= (ajuda)
- Amy Landecker. no IMDb.